# Desa Sirnarasa (administrativ by i Indonesien, lat -6,86, long 106,52)
Desa Sirnarasa är en administrativ by i Indonesien.   Den ligger i provinsen Jawa Barat, i den västra delen av landet, 80 km sydväst om huvudstaden Jakarta.